# I/O路径控制器

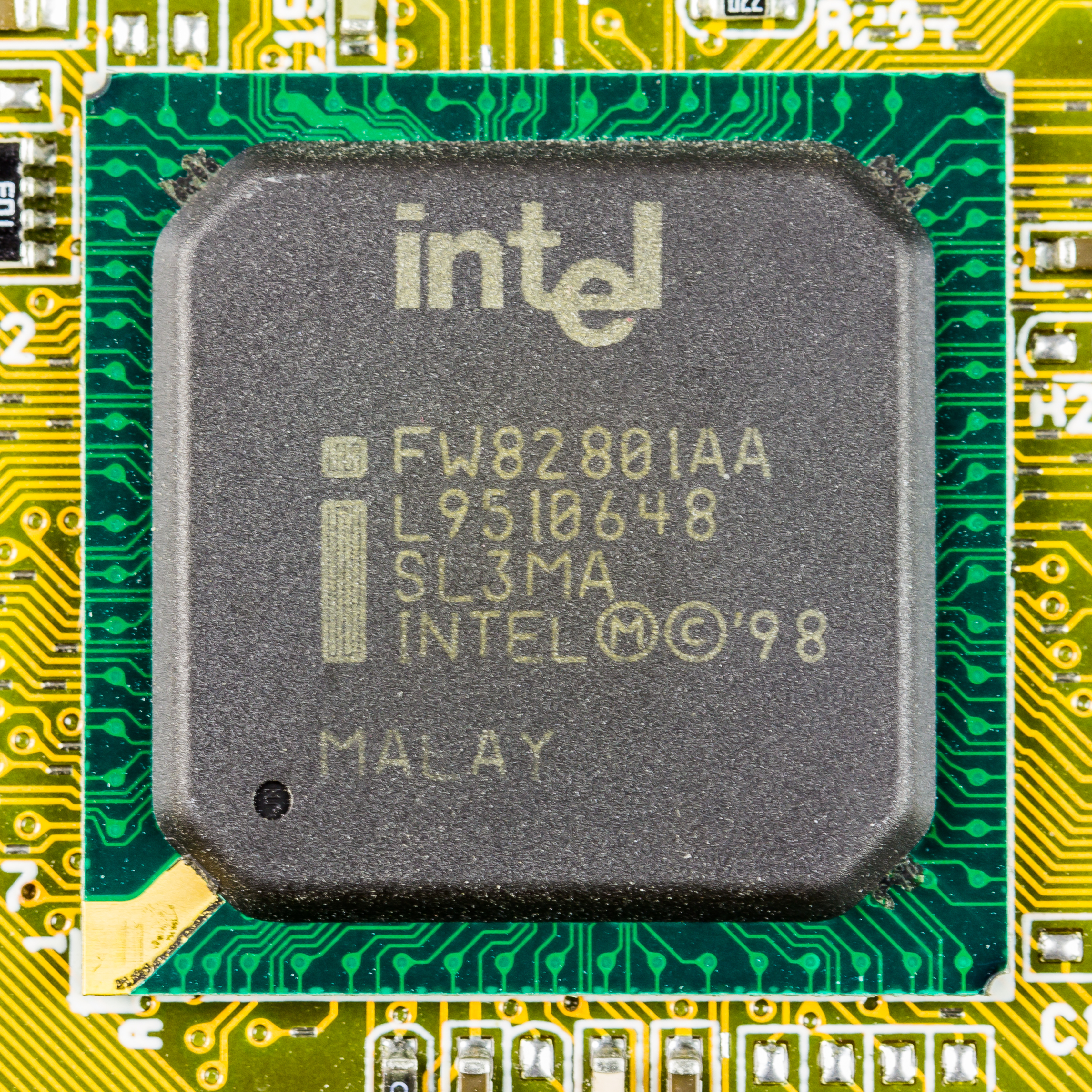
ICH 82801AA

I/O路径控制器（英語：I/O Control Hub, ICH）是英特爾研發的主機板南橋晶片，它負责控制通过路径的数据的软件和硬件。I/O路径控制器已推出了十個版本，分別是ICH（包括ICH0）、ICH2、ICH3、ICH4、ICH5、ICH6、ICH7、ICH8、ICH9與ICH10。2009年起已被平台路徑控制器（PCH, Platform Controller Hub）代替。